# Hristina Stuj
Hristina Stuj (ukrajinsko Христина Стуй), ukrajinska atletinja, * 3. februar 1988, Ivano-Frankivsk, Sovjetska zveza.
Nastopila je na poletnih olimpijskih igrah v letih 2012 in 2016, leta 2012 je osvojila bronasto medaljo v štafeti 4x100 m. Na svetovnih prvenstvih je v isti disciplini prav tako osvojila bronasto medaljo leta 2011, na evropskih prvenstvih pa srebrni medalji v teku na 200 m leta 2012 in štafeti 4x400 m leta 2014.